# 乗り物酔い
乗り物酔い（のりものよい、英: motion sickness、独: Bewegungskrankheit）とは、航空機・列車・自動車・船舶・遊園地の遊具など、各種の乗り物が発する揺れなどの加速度によって、体の内耳にある三半規管が刺激されることで起こる身体の諸症状である。学問的には動揺病あるいは加速度病と呼ばれる。
乗り物酔いが発生する仕組みは諸説存在するが、完全には解明されていない。最も有力なのは、感覚混乱説（英語：Sensory conflict theory、感覚不一致説、感覚配置変え説）と呼ばれる入力される感覚の齟齬によるもの、宇宙酔いの原因として体液移動説(fluid shift theory)と耳石機能非対称説（symmetries in otolith function）が挙げられている。

## 歴史
酔いは紀元前400年頃には知られており、ヒポクラテスは「航海するとわかるように、動かされると体の働きが乱れて吐き気が起こるものである。」と記している。また、今昔物語集第二十八巻第二には「此の者共、車酔ひたる心地共なれば、極て心地悪く成て、目転て万の物逆様に見ゆ。」と源頼光の郎等三人が初めて牛車に乗った際の車酔いについて書かれている。
船酔いに関しては、19世紀になり蒸気船が普及するようになると、帆船の時代には目立たなかったそれが、深刻な社会問題となった。帆船では帆が横揺れを抑え、船を安定させる役割を果たしていたものの、蒸気船ではそれが無くなったためである。また、風に対して逆行できる蒸気船は、荒れた海では不快な揺れ方になるうえに、速度が向上したことで揺れに対して順応する前に到着してしまうことも、悪印象を生む原因となった。

## 要因と症状

### 乗り物酔いの例
- 飛行機酔い（空酔い（Airsickness））
- 列車酔い
- 車酔い（バス、タクシーなどの自動車、或いは馬車、牛車、山車など）
- 船酔い
- 強い振動を発する遊園地の遊具（ジェットコースター、コーヒーカップなど）に起因する乗り物酔い
- ゾウ酔い・ラクダ酔い：これらの動物は側対歩と言って、同じ側の前足と後足を同時に動かす歩行様式を取るため特に動揺が大きく、酔いやすい。
- 宇宙酔い
- 地震酔い

乗り物別の酔いやすさには個人差があり、例えば自動車には全く酔わない人でも船舶には酔いやすかったり、列車や飛行機には全く酔わないのに自動車には酔いやすいという人もいる。無重力下での動揺刺激による失調もあり、宇宙酔いとも呼ばれている。これは通常の乗り物酔いとは異なり、短時間で吐き気や頭痛といった症状が出るというものである。

### 症状
主に以下の様な症状が起こる。
- 頭重感
- あくび
- 生つば
- 吐き気
- 顔面蒼白
- 手足の冷感
- ふらふら感
- 冷や汗
- 嘔吐

これらの症状は乗り物から降りるか、長時間乗り続けると次第に回復する。

## 発生しやすい状況
- 航空に伴って発生する疾病状態のことを「航空病」というが、これは航空機の機内の特殊な環境において乗員や乗客が患う病的症状である。高度上昇に伴う減圧や低酸素、動揺、加速度などが原因となって生じるもので[8]、航空機に長時間搭乗している場合などに特に生じやすい。主な症状としては、頭痛、めまい、吐き気、だるさ、記憶力減退、呼吸困難、中耳炎、乗り物酔い、腸内ガス膨満、エコノミークラス症候群などがある[8]。航空病のように乗り物の動揺などによって生じる病的状態を総称して「加速度病」と呼ぶ。
- 自然振り子式の鉄道車両では、曲線（特に緩和曲線）を通過する際に「振り遅れ」や「揺り戻し」と呼ばれる不自然な振動が生じ、酔いを生じやすい状況となる。
- 車の場合、乱暴な運転・渋滞・上り勾配・つづら折りの曲がりといった、加速度が強く加わる状況や、過度な暖房のように高温な状況が長時間続いた場合に発生しやすい。また、速度の出し過ぎ・渋滞等は特に注意が必要である。
- 身体に合わない衣服（特に着物）・帽子・ヘルメット・日本髪の鬘等を長時間着用する場合や、祭りの山車に乗っていても酔う場合がある。
- 視覚も関わっており、乗り物の中で読書や携帯メール、携帯ゲーム機のプレイなど、眼球の動きを細かくするような行為をすると酔いやすく、逆に窓から遠くを眺めるなどすると酔いにくいが、個人差があり、進行方向を注視していれば酔わないが、横を見るなどして加速度の加わる方向と視線がずれると酔うという場合がある。
  - 上記理由により、進行方向を向いて座る座席のほうが酔いにくくなる。
  - 自分自身で運転することで、加速度の加わる方向が予想できる運転手は酔いにくいが、まれに酔う場合もある。
- 身体が加速度を受けていなくても、視覚的な振動の刺激（振動するビデオカメラで撮影した動画を見るなど）だけでも「酔う」ことがある（映像酔い）。特に上下動や上空の視界の悪さによる効果が大きい。視覚と三半規管の感覚とが不一致を起こすためといわれる。
- 上記同様、3DCGを利用したシミュレータやコンピュータゲーム、バーチャル・リアリティヘッドセットによって酔うことがある。「3D酔い」「VR酔い」と呼ばれる。
- 睡眠不足・空腹・食べ過ぎ・酒や乳製品、炭酸飲料の飲み過ぎ・その日の体調などによるところも大きい。
- 振動では酔いにくい人でも、車中に籠ったタバコなどの独特の匂いや石油の匂いがある場合は乗った直後に酔うことが多い。
- バスはリアエンジンの配置が多いため、後ろの席は振動が多くなり前の席より酔いやすい。
- 気温の高い車内で厚着をするなどにより、いわゆる「のぼせ」が起きていると、そのまま乗り物酔いに変化しやすい。
- 地震で長時間の揺れが生じ、余震が何度も続くことにより酔うことがあり、「地震酔い」と呼ばれる。

## 酔いへの対策

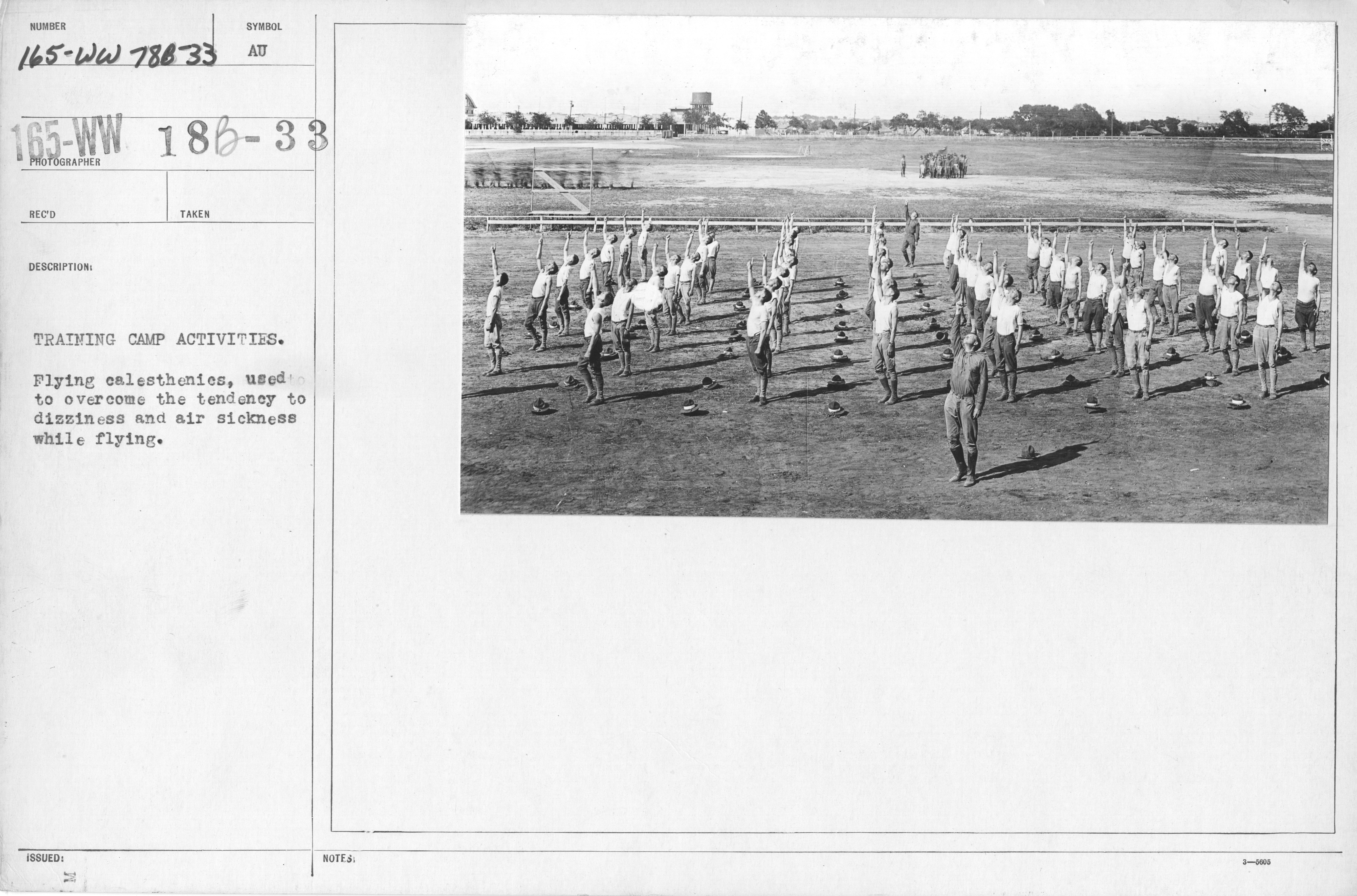
空酔い対策の体操をするパイロット訓練生（1918年）

### 搭乗前
- 睡眠をしっかりとる[2]。
- 空腹を抱えたり、食べ過ぎ、飲み過ぎた状態での搭乗は避ける[2]。
- 乗り物酔い防止薬を服用する。
- パイロットの訓練として、空酔い対策の体操が一時期行われていた。

### 搭乗中
- バスの場合、車両前方は後方より揺れが少ないため酔いにくい[2]。
- 換気を良くする[2]。
- 友達と話す、合唱などで気分をそらす[2]。
- 本やスマートフォンなどを長時間読まない
- 2012年8月、探偵!ナイトスクープ(朝日放送)が視聴者からの依頼を受け、沖縄県の一部ダイバー仲間で行っていた「船酔い解消法」を取材・放送する。その方法とは、「船酔いで嘔吐・昏倒している者の不意を突いて、首や背中・股間に向けて冷水を勢いよく浴びせかける」という方法により、高確率で船酔いが一瞬にして解消されるというもので、番組内で3人が船酔いし、同方法で同3人の船酔いが解消されていた。ただし、心疾患や脳血管疾患など血管疾患、血圧疾患患者及びそれらの未病期(発症予備軍)患者に対し、冷水を浴びせて驚かせる行為は急激に血圧を上昇させるため生命に係わる大きな危険が伴い、また、転倒による怪我にも注意が必要である。